# ريج هنتر
ريج هنتر (بالإنجليزية: Reg Hunter)‏ (25 أكتوبر 1938 - ) هو مدرب كرة قدم ولاعب كرة قدم بريطاني في مركز الهجوم. لعب مع مانشستر يونايتد ونادي بانغور سيتي ونادي ريكسهام وColwyn Bay F.C. ‏.

## وصلات خارجية
- ريج هنتر على موقع عالم كرة القدم.نت (الإنجليزية)